# ザ・ミュート・ゴッズ
ザ・ミュート・ゴッズ (The Mute Gods)は、ニック・ベッグス、マルコ・ミンネマン、ロジャー・キングが集結したイングランドのプログレッシブ・ロック・スーパーグループである。ベッグスは、スティーヴ・ハケットのバンド・メンバーとして一緒に働いていたキングに、2014年にコラボレーションできるかアプローチした。そして、ベッグスがスティーヴン・ウィルソン・バンドに加わってミンネマンとツアーした後、ドラマーとして白羽の矢を立てた。

## 略歴

### アルバム『ドゥ・ナッシング・ティル・ユー・ヒア・フロム・ミー』（2014年–2016年）
デビュー・アルバム『ドゥ・ナッシング・ティル・ユー・ヒア・フロム・ミー』は、2016年1月22日にリリースされた。ベッグスは2014年にツアーでアルバムに収録された曲の大半を書いており、それらを「自分たち自身や自分たちの子供たちのために作成したディストピアに対するかなり不満な暴言」と説明している。ミンネマンに加えて、このアルバムにはニック・ディヴァージリオやゲイリー・オトゥールなどのゲスト・ドラマーが参加している。2015年11月、バンドはアルバムのタイトル・トラック用に2本のビデオをリリースしたが、そのうちの1つは360度ビデオになっている。ニック・ベッグスによると「ドゥ・ナッシング・ティル・ユー・ヒア・フロム・ミー (俺から聞くまで何もするな、Do Nothing till You Hear from Me)」という曲は、不思議な状況下で死ぬ前にUFOに関するいくつかの主張をした地質学者フィル・シュナイダーや、軍産複合体の潜在的な上昇に関するドワイト・D・アイゼンハワーの警告に触発されたという。
バンドは、2016年9月1日にシェイクスピアズ・グローブ・アンダー・グローブで開催された「2016 Progressive Music Awards」で「ヴァンガード」賞を受賞した。

### アルバム『緩歩動物は地球を受け継ぐだろう』（2016年–2018年）
ベッグスは2016年に、セカンド・アルバムが2017年初頭にリリースされる予定であり、このアルバムは「尻尾が車のドアに引っかかったガラガラヘビのような怒りに満ちている!」と述べた。
アルバム『緩歩動物は地球を受け継ぐだろう』は、2016年12月5日に、2017年2月27日にリリースされると発表された。アルバムからの最初のシングル「We Can't Carry On」は、2017年1月13日にリリースされた。アルバムはタイトル・トラックのビデオとともに、2017年2月24日にようやくリリースされた。

### アルバム『無神論者と信者』（2018年–現在）
ベッグスは、彼らのサード・アルバムは2019年3月22日にリリースされ、ラッシュのアレックス・ライフソンによるゲスト参加をフィーチャーすると発表した。アルバムについて彼は「このアルバムは今までよりもっとメロディックで、もう少しポップなエッジがあるかもしれない」と言った。彼はまた、次の作品の計画がないことを示唆した。

## バンド・メンバー
- ニック・ベッグス (Nick Beggs) - ベース、チャップマン・スティック、ギター、ボーカル
- ロジャー・キング (Roger King) - キーボード、プロデュース[3]
- マルコ・ミンネマン (Marco Minnemann) - ドラム、ギター、サウンド・モデリング[3]

## ディスコグラフィ

### スタジオ・アルバム
- 『ドゥ・ナッシング・ティル・ユー・ヒア・フロム・ミー』 - Do Nothing Till You Hear From Me (2016年)
- 『緩歩動物は地球を受け継ぐだろう』 - Tardigrades Will Inherit The Earth (2017年)
- 『無神論者と信者』 - Atheists And Believers (2019年)